# Франц Ксавер фон Цах
Франц Ксавер фон Цах, барон (нім. Franz Xaver von Zach, угор. Zách János Ferenc, 1754—1832) — німецький астроном угорського походження, особливо відомий своїм внеском у відкриття перших астероїдів. Засновник астрономічної обсерваторії на горі Зеєберґ (Гота, Німеччина), співвідкривач карликової планети Церери.

## Біографія
Народився в Пешті (тепер частина Будапешта), виховувався в єзуїтській школі, якийсь час служив в австрійській армії як фахівець з геодезії та військово-інженерної справи. Деякий час викладав у Львівському університеті та працював у його обсерваторії. З 1783 по 1786 роки жив у Лондоні як домашній учитель посла Саксонії в Англії. За цей час він отримав ступінь доктора філософії та юриспруденції в Оксфордському університеті і розпочав наукову діяльність, опублікувавши в 1785 році в англійському журналі Philosophical Transactions результати кількох астрономічних спостережень.
У 1786 році прийняв пропозицію герцога Ернеста II очолити нову обсерваторію на горі Зеєберг поблизу Готи, відкриту восени 1791 року. Цах очолював обсерваторію до 1806 року і провів у ній велику кількість спостережень.
У 1800 році заснував Об'єднане астрономічне суспільство (нім. Vereinigte Astronomische Gesellschaft), до якого увійшло 25 осіб — серед них Невіл Маскелайн, Шарль Месьє, Вільям Гершель і Генріх Ольберс.
З наукових праць Цаха з астрономії найважливішими були складання нового зоряного каталогу разом із необхідними для нього спостереженнями, значне число точних нових визначень положень Сонця, з'єднаних у його «Таблицях рухів Сонця». Також він зробив великий внесок у дослідження астероїдів. Наприкінці XVIII століття він створив групу з 24 астрономів для системних пошуків «відсутньої планети» між орбітами Марса та Юпітера, яка мала там знаходитися згідно з правилом Тіціуса-Боде. Незабаром після відкриття Джузеппе П'яцці першої малої планети — Церери — її було втрачено і знайдено знову завдяки зусиллям Цаха та його однодумців.
Окрім астрономії, велику увагу Цах приділяв роботам в галузі геодезії. За допомогою секстанта він визначив координати багатьох міст.
В 1798 році він заснував і редагував науковий журнал Allgemeine Geographische Ephemeriden (у 1798—1799 вийшло 4 томи), який в 1800 році був перейменований в Monatliche Correspondenz zur Beförderung der Erd- und Himmels-Kunde. Цей журнал був найважливішим астрономічним виданням протягом ХІХ століття.
Після смерті герцога Ернста II в 1806 передав своєму колишньому учневі Бернгарду Лінденау посаду директора Зеєберзької обсерваторії та редагування журналу Monatliche Correspondenz, а сам працював в Італії та Франції. З 1818 по 1826 роки видавав у Генуї астрономічний журнал Correspondance astronomique, geographique et hydraulique (вийшло 14 томів, після чого видання було припинено під тиском єзуїтів).
У 1794 обраний іноземним почесним членом Петербурзької академії наук, того ж року — членом Шведської королівської академії наук.

### Ксавер фон Цах у Львові
Франц Ксавер фон Цах приїхав до Львова у віці 22-х років і працював там деякий час. Вже тоді до нього приїжджав навчатися астроном із Бремена, вивчав методику спостереження малих планет. Під керівництвом Лісґаніґа вони провели геодезичні дослідження та визначали координати міста. У Львівській обсерваторії проводилися тріангуляційні дослідження, які допомогли створити карту Галичини і Володимирії. Ксавер фон Цах також допомагав вести астрономічний календар у місті. 

### Пам'ять
На його честь названий кратер на Місяці та астероїд 999 Цахія, відкритий у 1923 році. Крім того, астероїд 64 Ангеліна був названий на честь обсерваторії під Марселем, організованої Цахом.

## Публікації

L'attraction des montagnes (Авіньйон, 1814)

- «Novae et correctae tabulae motuum solis» (Гота, 1792; нім. переклад, ib., 1799);
- «Explicatio et usus tabellarum solis, explicatio et usus catalogi stellarum fixarum» (ib., 1792);
- «De vera latitudine et longitudine geographica Erfordiae» (Ерфорд, 1794);
- «Vor übergang d. Mercurs vor d. Sonne d. 7 May 1799 beobachtet zu Seeberg, Bremen usw.» (ib., 1799):
- «Fixarum praecip. catalogus novus etc.» (ib., 1804);
- «Tabulae motuum solis novae та iterum correctae ex theoriae gravitatis claris. de la Place etc.» (ib., 1804);
- «Tabulae aberrationis et nutationis in ascensionem rectam et in declinationem una cum insigniorum 494 stellarum zodiacalium catalogo novo» (ib., 1806—1807);
- «Nachricht von d. preuss. trigonometr. u. astron. Aufnahme von Thüringen usw.» (ib., 1806);
- «Tables abrégées et portatives du soleil» (Флоренція, 1809);
- «Nouvelles tables d'aberration et de nutation pour 1404 etoiles» (Марсель, 1812)
- «Supplément» (ib., 1813);
- «L'attraction des montagnes et ses effets sur le fil à plomb» (Авіньйон, 1814).